# Огам
Огхам (староирски: огам), келтско писмо које се употребљавало током раног средњег века (од 4. до 7. века н.е.). По својим графичким карактеристикама представља један од најегзотичнијих алфабетских система писања. Огхамски натписи састоје се од једне до пет водоравних или косих цртица које излазе из дебље основне линије, као што гране излазе из стабла. Свако слово добило је своје име по некој биљци, па се читава абецеда назива још и Beith-Luis-Nin, што у преводу значи бреза-брест-јасен.

## Порекло
Порекло овог писма крајње је нејасно и у науци постоји велики број теорија о његовом настанку. По једнима, огам је дериват германских руна; по другима, он је графички израз говора гестовима, а цртице од један до пет, заправо, представљају пет прстију руке; док трећи сматрају да су га измислили друиди у Ирској из политичких, војних или религиозних разлога, желећи да имају тајно средство комуникације.
Ни етимологија речи огам (огхам) није са сигурношћу утврђена. Она се може довести у везу са келтским богом Огмиосом, али и са ирским og-úaim, изразом који дословно значи „бразда начињена оштрим предметом“.

## Огамски споменици
До данас је евидентирано око четири стотине огамских споменика, од којих је преко три стотине пронађено у Ирској, а око четрдесет у Велсу. Настали су у периоду од 4. до 7. века н.е., а сви су на ирском језику, изузев неколико натписа из Шкотске са текстом на језику Пикта.